# Weerde
Weerde este un sat din Zemst, în provincia Brabantul Flamand, Belgia.